# Бандера (округ)
Шаблон:StateAbbr_ 29°44′ пн. ш. 99°14′ зх. д. / 29.74° пн. ш. 99.23° зх. д.
О́круг Банде́ра (англ. Bandera County) — округ (графство) у штаті Техас, США. Ідентифікатор округу 48019.

## Історія
Округ утворений 1856 року.

## Демографія
За даними перепису 2000 року загальне населення округу становило 17645 осіб, усе сільське. Серед мешканців округу чоловіків було 8780, а жінок — 8865. В окрузі було 7010 домогосподарств, 5060 родин, які мешкали в 9503 будинках. Середній розмір родини становив 2,92.
Віковий розподіл населення поданий у таблиці:
| Стать    | До 15 років | 15-21 | 22-29 | 30-39 | 40-49 | 50-65 | 65-85 | Понад 85 |
| -------- | ----------- | ----- | ----- | ----- | ----- | ----- | ----- | -------- |
| Чоловіки | 1781        | 769   | 556   | 1101  | 1438  | 1688  | 1363  | 84       |
| Жінки    | 1761        | 707   | 535   | 1222  | 1455  | 1779  | 1264  | 142      |

## Суміжні округи
- Керр — північ
- Кендалл — північний схід
- Беар — південний схід
- Медина — південь
- Ювалде — південний захід
- Реал — захід

## Виноски
1. ↑  U.S. Decennial Census. United States Census Bureau. Архів оригіналу за 26 квітня 2015. Процитовано 19 квітня 2015.
2. ↑  Texas Almanac: Population History of Counties from 1850–2010 (PDF). Texas Almanac. Архів оригіналу (PDF) за 26 лютого 2015. Процитовано 19 квітня 2015.
3. ↑  State & County QuickFacts. United States Census Bureau. Архів оригіналу за 6 липня 2011. Процитовано 8 грудня 2013. [Архівовано 2011-07-29 у Wayback Machine.](англ.) Наведено за англійською вікіпедією.
4. ↑  American FactFinder. Бюро перепису населення США. Архів оригіналу за 26 лютого 2012. Процитовано 31 січня 2008. [Архівовано 2008-05-21 у Wayback Machine.]

| США | Це незавершена стаття з географії США. Ви можете допомогти проєкту, виправивши або дописавши її. |